# Deadline Torp
Deadline Torp är en norsk drama-, thriller- och actionserie i två delar från 2005 i regi av Nils Gaup. Serien är baserad på ett verkligt gisslandrama som utspelade sig på Torp flygplats hösten 1994.

## Handling
Serien börjar med att två svenskar rånar ett postkontor, vilket kommer att bli det mest brutala rånet i norsk efterkrigshistoria. Flyktbilen börjar dock att krångla och de får problem. Rånarna flyr till en villa och tar där två personer som gisslan. Polisen evakuerar grannhusen och omringar villan. Under natten som följer pågår intensiva förhandlingar mellan polisen och gisslantagarna, som hotar att skjuta gisslan, en efter en.

## Rollista
- Danilo Bejarano – Miro Bilic
- Emil Forselius – Dovor Miadenovic
- Jørgen Langhelle – Åge Lamberg
- Sverre Anker Ousdal – Jørgen Schold
- Gørild Mauseth – Kristin Slettemark
- Rut Tellefsen – Astri Johansen
- Ingvar Hirdwall – Birger Johansen
- Sven Nordin – Per Kristian Hoveng
- Thor Michael Aamodt – psykolog Fred Antonsen
- Thea Aursnes – Kaisa Lamberg
- Jørn Bakk – Arne
- Ståle Bjørnhaug – man i departementet
- Jeanne Bøe – kvinnlig polis
- Kåre Brekke Dahl – kamera
- Anders Dahlberg – Ole Taup
- Åsmund Brede Eike – Oddvar Kullerud
- Ove Eriksen – intervjuare
- Per Gørvell – vaktschef
- Hauk Heyerdahl – Arild Mørk
- Silje Holtet – Linda Borg
- Henrik Høie – Kurt, fotograf
- Mads Jørgensen – Tore Slettemark
- Bartek Kaminski – reporter
- Svein Roger Karlsen – Willumsen
- Inga-Live Kippersund – Berit Gåserød
- Jacob Lund – man från Postverket
- Frode Knutsen Ness – postman
- Geir Pettersen – Molde
- Rune Temte – NK
- Eva von Hanno – Gunnhild Anda
- Ingunn Beate Øyen – Torun Lamberg

## Om serien
Serien producerades av Dag Erik Pedersen för NRK Drama och Norsk Rikskringkasting. Serien skapades efter en idé av Pedersen och manus skrevs av Håkan Lindhé med bearbetning av Gaup och Jo Nesbø. Serien fotades av Rolv Haan och klipptes av Anne Andressen. Musiken komponerades av Kjetil Bjerkestrand. Serien premiärvisades i Norge med start den 13 januari 2005. Den 31 oktober samma år visades den i svensk television. I Norge sågs serien av 917 000 människor.